# 12012

12012(일본어: イチニーゼロイチニ, 이치니제로이치니, 일이제로일이)는 일본의 비주얼계 록 밴드이다. 2003년 오사카부에서 결성된 이 그룹은 인간 내면에서의 광기(人間の内面における狂気)라는 콘셉트를 중심에 둔다. 12012는 12, 이치니(イチニー), 흉기소지(凶器所持)라는 이름으로도 알려져 있다.

## 디스코그래피

### 스튜디오 음반
- Not Obtain+1 (2006년 2월 1일) 111[3]
- Play Dolls (2006년 2월 1일) 62[3]
- Diamond (2007년 12월 12일) 70[3]
- Mar Maroon (2009년 3월 11일) 50[3]
- Seven (2010년 7월 14일) 48[3]
- 12012 (2012년 3월 14일)